# David Grabowski
David Grabowski (* 1992 in Lübeck) ist ein deutscher Filmkomponist und Jazzmusiker (Gitarre).

## Leben und Wirken
Grabowski begann erst mit 14 Jahren mit dem Gitarrenspiel. Er studierte an der Hochschule für Musik und Theater Hamburg Musik auf Lehramt sowie Jazzgitarre.
Nach dem Studium entschied Grabowski sich gegen die Laufbahn des Gymnasiallehrers und spielte in zahlreichen Bands, etwa bei Pudeldame in der Fernsehshow Late Night Alter und bei den Ragtime Bandits, mit denen er auch Goldmeister begleitete. Mit seinem eigenen Quartett spielt er „gut gelaunten Fusion Jazz“ in Eigenkompositionen, die er auf seinem Album Land in Sicht 2017 veröffentlichte; gemeinsam mit Béla Meinberg am Klavier, Christian Müller am Bass und Felix Dehmel am Schlagzeug trat er bei Festivals wie Elbjazz, JazzBaltica, den Husumer Jazztagen oder dem Siena Jazz Festival ebenso wie in Jazzclubs auf. Im Februar 2020 tourte er mit Matt Penman.
Im Duo mit der Sängerin Cleo Steinberger veröffentlichte er 2020 bei Unit Records das Album Celebrating Ella & Joe, das an das Zusammenwirken von Ella Fitzgerald und Joe Pass erinnert.
Weiterhin komponierte er mit Jonas Nay die Filmmusik für den Fernsehfilm Der Club der singenden Metzger (2019) ebenso wie für den Netflix-Film Du Sie Er & Wir (2021) und weitere Filme.

## Preise und Auszeichnungen
Grabowski erhielt 2018 im Rahmen von JazzBaltica den IB.SH-Jazz Award; im selben Jahr erhielt er „für sein ausgezeichnetes und pointiertes Gitarrenspiel“ den Solistenpreis beim Jungen Münchner Jazzpreis. Mit Jonas Nay erhielt er den Bayerischen Fernsehpreis 2020 für die beste Filmmusik in Der Club der singenden Metzger.

## Filmographie
- 2016 Leg dich nicht mit Klara an (TV-Film, SAT.1)
- 2018 Fluss des Lebens – Yukon. Ruf der Wildnis (TV-Film (Reihe), ZDF)
- 2018 Der Club der singenden Metzger Teil 1 & 2 (TV-Film, ARD)
- 2021 Legal Affairs (TV-Serie, Degeto, rbb)
- 2021 Du Sie Er und Wir (Netflix-Film)
- 2023 Charité Staffel 4 (TV-Serie, ARD, Degeto, MDR)
- 2023 Weihnachtspäckchen … haben alle zu tragen (TV-Film, ZDF)
- 2024 Am Ende der Wahrheit / Bis zur Wahrheit (TV-Film, NDR)
- 2024 Zwei Frauen für alle Felle – Neuanfang (TV-Film, ARD, Degeto, MDR)
- 2024 Zwei Frauen für alle Felle – Väter und Töchter (TV-Film, ARD, Degeto, MDR)
- 2025 Polizeiruf 110 – Sie sind unter uns (TV-Film, MDR)
- 2025 Zwei am Zug (TV-Film, ZDF)
- 2025 Berühmt sein für Anfänger (TV-Film, ARD, Degeto)